# Mittelmeer-Zypresse
Die Mittelmeer-Zypresse (Cupressus sempervirens), auch Säulen-Zypresse, Echte Zypresse, Italienische Zypresse oder Trauer-Zypresse genannt, ist eine Pflanzenart aus der Gattung Zypressen (Cupressus) innerhalb der Familie der Zypressengewächse (Cupressaceae).

## Beschreibung

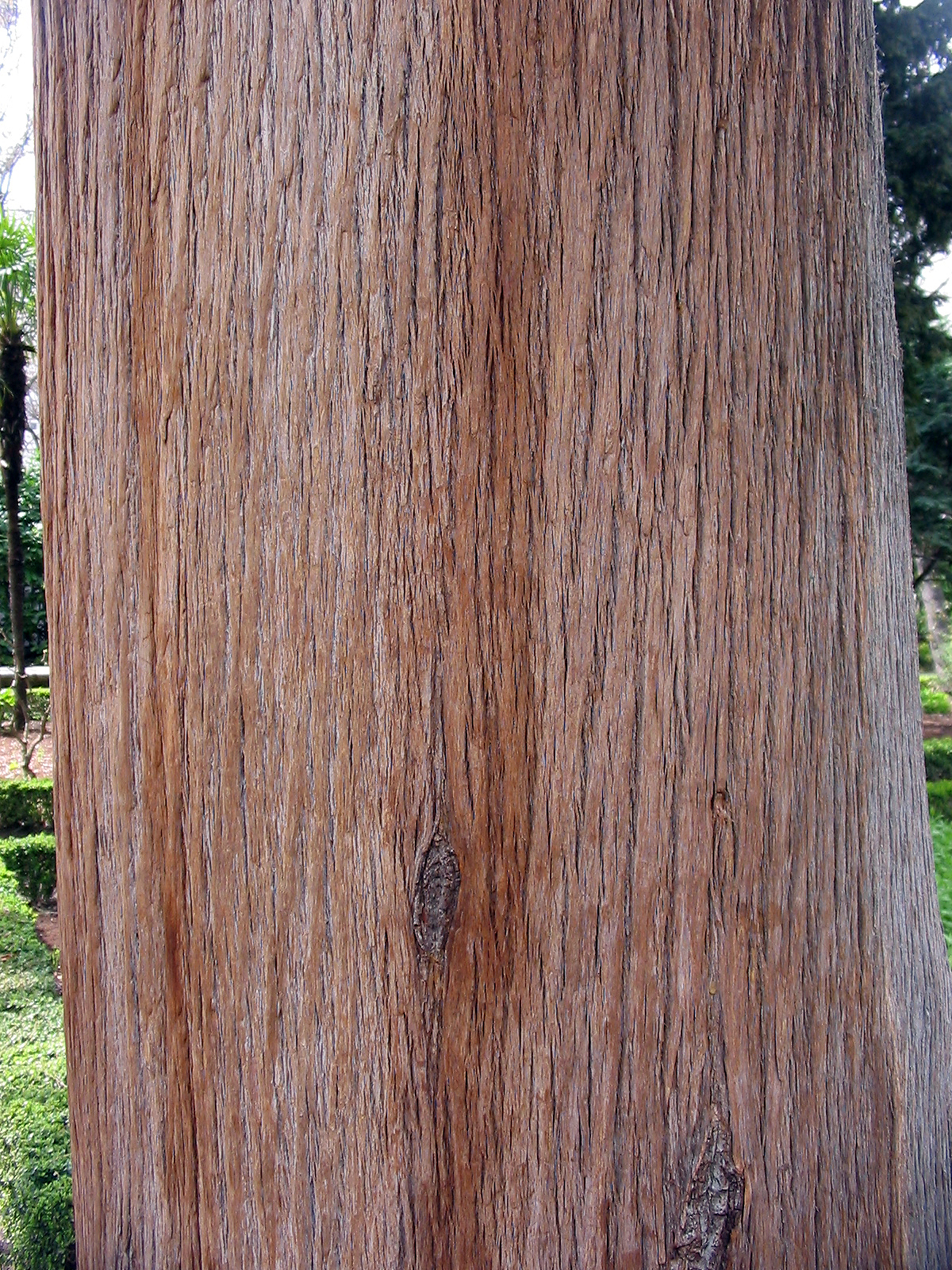
Stamm mit Borke

### Habitus
Die Mittelmeer-Zypresse ist ein immergrüner Baum. Wie andere Zypressen-Arten zeigt die Mittelmeer-Zypresse unter günstigen Bedingungen ein erstaunliches Höhenwachstum und kann in 10 Jahren Wuchshöhen von 4 bis 6 Metern erreichen. Ausgewachsene Exemplare erreichen Wuchshöhen von 20 bis über 35 Metern und Brusthöhendurchmesser von 70 bis über 100 Zentimetern. Die Mittelmeer-Zypresse wächst in optisch sehr unterschiedlichen Wuchsformen. Die Varietät Cupressus sempervirens var. horizontalis besitzt eine Krone bei der zahlreiche Äste waagerecht abstehen, während bei der Cupressus sempervirens var. stricta die Äste anliegen und ihr ein säulenförmiges Aussehen verleihen. Die oftmals nebeneinander stehenden Wuchsformen der Echten Zypresse werden von botanischen Laien zumeist für unterschiedliche Arten gehalten. Die Krone der Mittelmeer-Zypresse ist dunkel-grün und scheint nur beim Erscheinen der jungen Triebe und der männlichen Blüten gemustert zu sein. Der Stamm ist intensiv beastet. Die Zweige sind im Querschnitt viereckig und besitzen eine bläuliche Rinde. Die dunkel-graue Borke der Altbäume ist faserig, dünn und weist feine Längsstrukturen auf.

### Belaubung
Die kleinen, schuppenförmigen Blätter stehen kreuzgegenständig an den Zweigen. Die Zweige werden vollständig von den dachziegelartig angeordneten Blättern bedeckt. Die Blattbasen können mit den Zweigen verwachsen sein. Sie weisen relativ große Harzkanäle auf. An der Blattoberseite befinden sich zahlreiche Spaltöffnungen. Die wenigen Spaltöffnungen, die sich an der Blattunterseite befinden, sitzen an der Blattbasis. Nach 2 Jahren am Baum vertrocknen die Blätter und fallen im 3. Jahr ab. Die Keimlinge besitzen meist zwei Keimblätter (Kotyledonen).

### Blüten, Zapfen und Samen

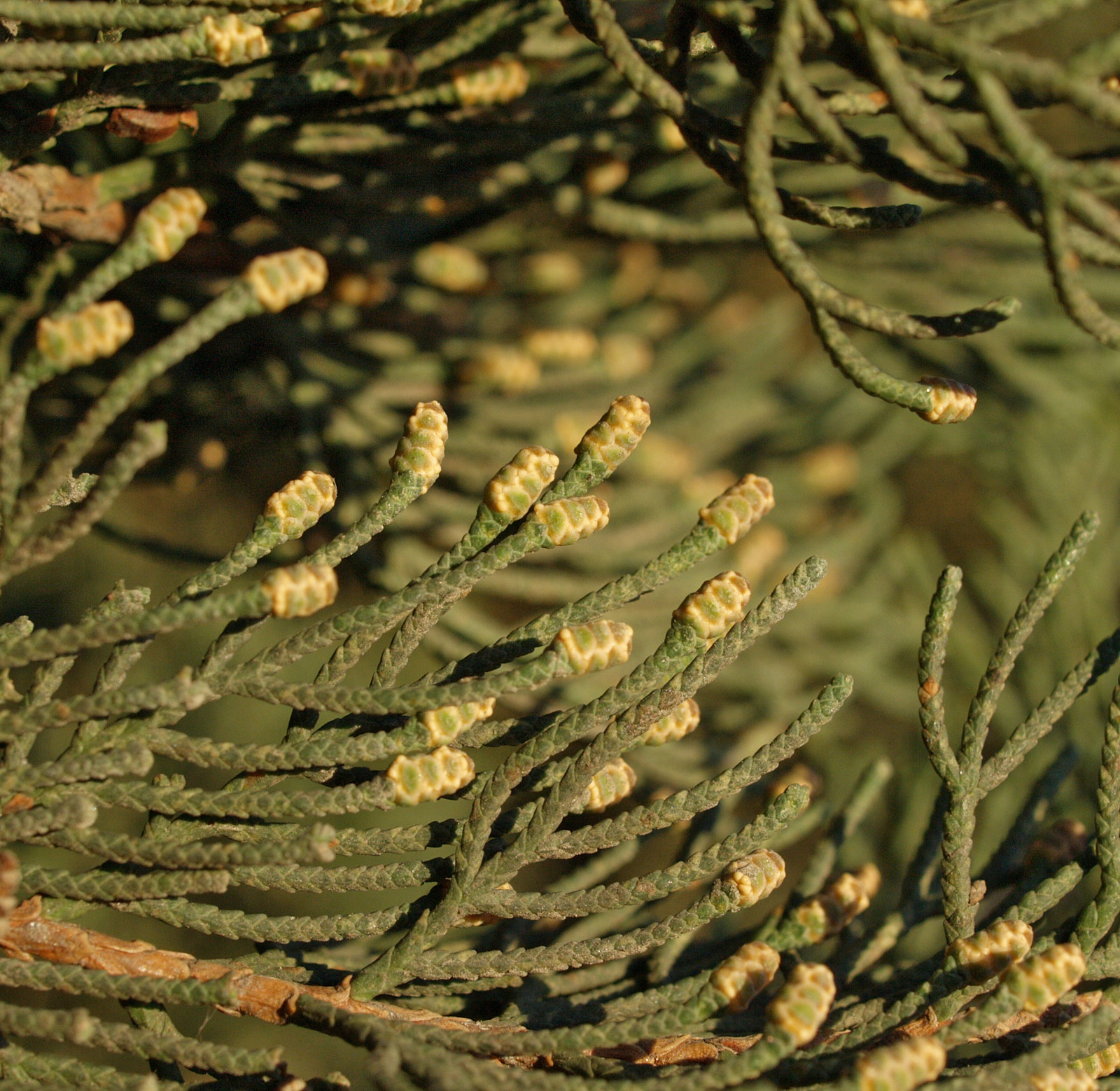
Männliche Blütenzapfen

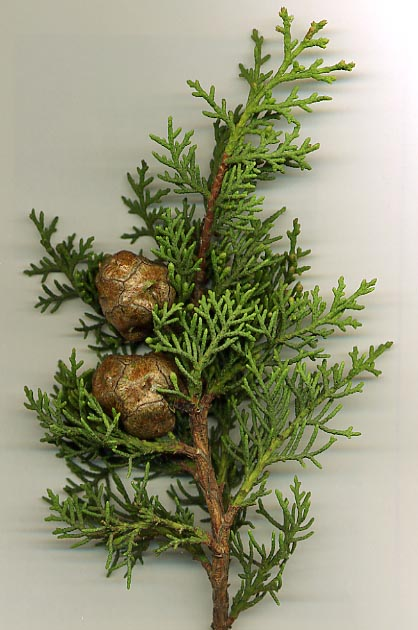
Zweig mit weiblichen Zapfen

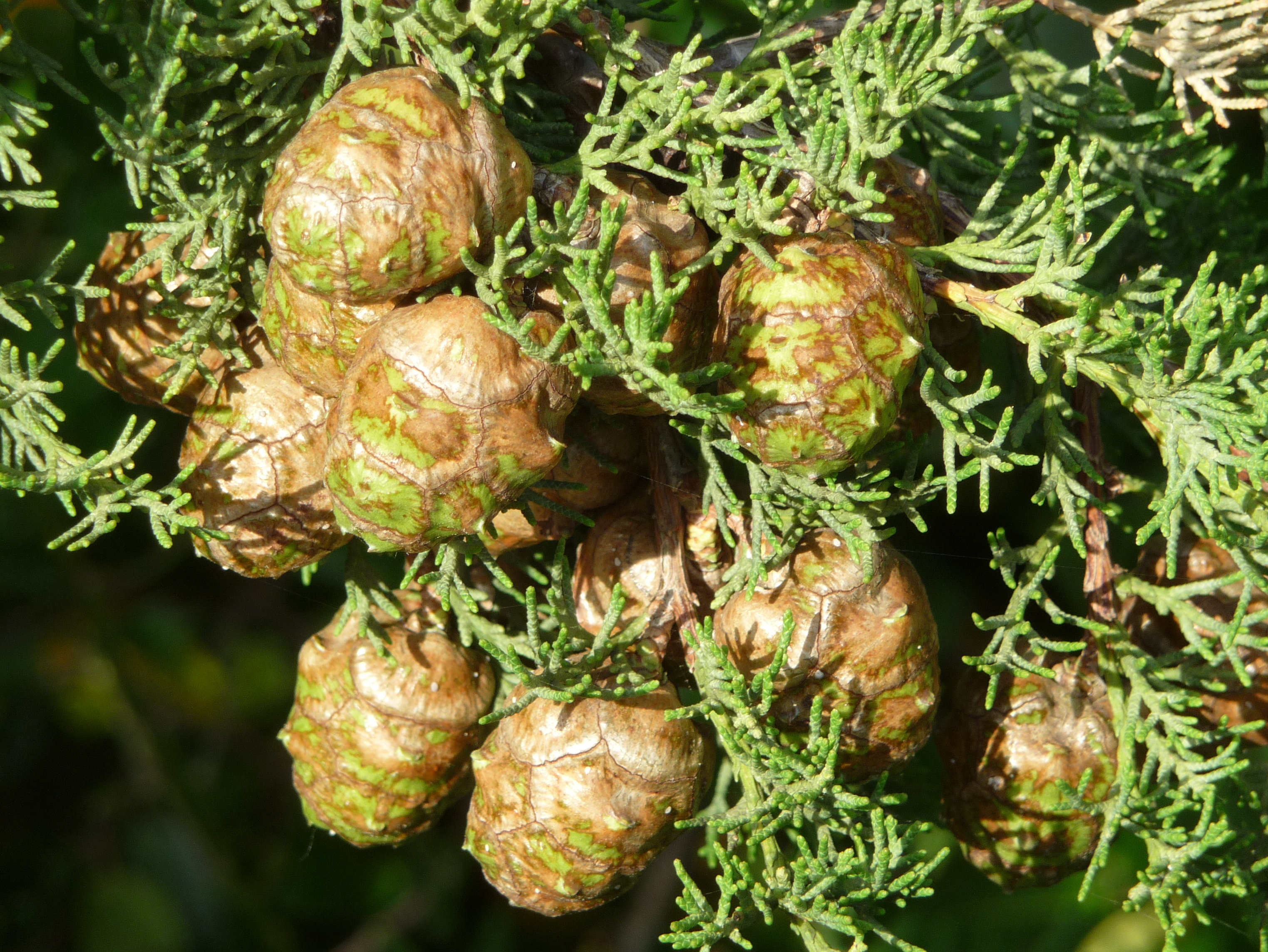
Zweig mit unreifen weiblichen Zapfen

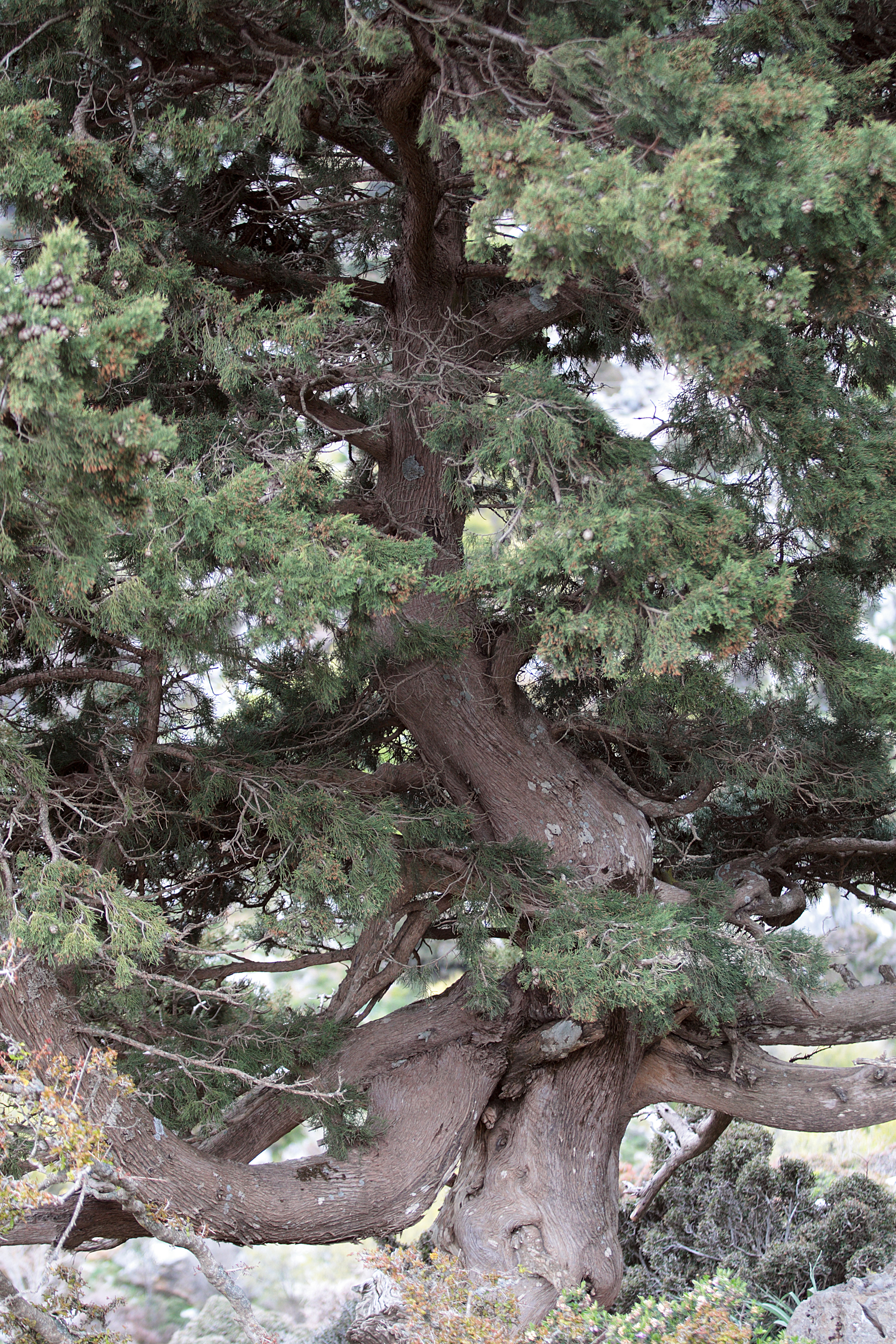
Habitus am Naturstandort in Kreta

Die Mittelmeer-Zypresse ist einhäusig getrenntgeschlechtig (monözisch) und windblütig (Anemophilie). Sie wird mit rund 5 Jahren mannbar und bildet in den ersten Jahren nur männliche Blütenzapfen aus. Die Blütezeit erstreckt sich je nach Region von Januar bis Ende Februar. Die gelb bis gelb-braunen männlichen Blütenzapfen sind 3 bis 5 Millimeter lang und circa 2 Millimeter breit. Sie stehen in großer Zahl an den Enden von Kurztrieben im unteren Kronenbereich. Die kugeligen, grünlich gefärbten weiblichen Blütenzapfen sind circa 2,5 Millimeter groß und bestehen aus vier bis sieben Samenschuppen. Jede Samenschuppe besitzt 6 bis 20 Samenanlagen. Man findet sie vor allem im oberen Kronenbereich. Die bestäubten Zapfen sind im Juni rund 1 Zentimeter groß und grün gefärbt; sie färben sich bis November blass-gelb. Die Samen reifen je nach Region im Sommer oder Spätherbst des 2. Jahres. Zur Samenreife sind die Zapfen silbrig-grau. Die Samen sind bei einer Länge von 5 bis 6 Millimetern sowie bei einer Breite von 3 bis 4 Millimeter elliptisch und besitzen eine relativ harte, rötlich-braune Schale. Das Tausendkorngewicht liegt zwischen 6 und 8 Gramm.

### Chromosomenzahl
Die Chromosomenzahl beträgt 2n = 22.

### Holz
Das angenehm riechende und leicht zu bearbeitende Holz der Mittelmeer-Zypresse ist von feiner Struktur. Zypressenholz mit einem gleichmäßigen Faserverlauf ist leicht zu verarbeiten, solches mit spiraligem Faserverlauf reißt dagegen leicht ein. Es besitzt keine Harzkanäle. Das anfangs hellgelbe, später gelblich braune Kernholz hebt sich farblich vom helleren gelblich weißen Splintholz ab. Die Jahresringe sind gut zu erkennen. Die Rohdichte bei einer Holzfeuchte von 12 % liegt bei 0,7 g/cm³ und ist damit relativ schwer. Es ist sehr dauerhaft und von Natur aus weitgehend resistent gegen holzzerstörende Pilze, Insekten und Bohrmuscheln. Wegen seiner Stabilität und Haltbarkeit selbst bei Bodenkontakt wird Zypressenholz vor allem als Bauholz bei Außenkonstruktionen verwendet.

## Verbreitung und Standort
Das ursprüngliche Verbreitungsgebiet umfasste den östlichen Mittelmeerraum. Es gibt Fundortangaben für Griechenland, die Ägäischen Inseln, Kreta, Zypern, Syrien, Israel, Kilikien, den Libanon sowie den südwestlichen Iran. Die Mittelmeer-Zypresse wurde bereits in der Antike in Italien und später in Frankreich und Spanien eingeführt. Sie gilt als der landschaftsprägende Baum der Toskana und anderer mediterraner Gebiete. Auf den Ionischen Inseln Kefalonia, Zakynthos, Lefkada und Korfu wurde sie eingebürgert.
Die Mittelmeer-Zypresse gilt als Vorwald- und Pionierbaumart. Sie ist sehr anpassungsfähig und dürreresistent. Sie wächst sowohl auf Kalk-, Mergel- und Tonböden wie auch auf trockenen und armen Standorten. Es werden Böden mit einem pH-Wert von 5,8 bis 8,2 besiedelt. Als optimal gelten Böden mit Tonanteilen, die nicht zu feucht sind. Sie hält eine Winterruhe und ist deshalb nur bedingt frosthart. Je nach Verfassung des Baumes hält sie Temperaturen von bis zu −20 °C aus. Man findet sie je nach Region in Höhenlagen von bis zu 1600 Metern. Es werden sowohl Rein- als auch Mischbestände mit der Schwarzkiefer (Pinus nigra), mit Pinus brutia, dem Stinkenden Wacholder (Juniperus foetidissima) und der Libanon-Zeder (Cedrus libani) gebildet.

## Systematik und Verbreitung

### Taxonomie
Die Erstveröffentlichung von Cupressus sempervirens erfolgte 1753 durch Carl von Linné in Species Plantarum, Tomus II, S. 1002.

### Sonstiges
Man nimmt an, dass der Mittelmeerraum früher vielleicht nur von einer Zypressenart besiedelt wurde, aus der sich die Mittelmeer-Zypresse, die Sahara-Zypresse (Cupressus dupreziana) und die von Gaussen als eigenständige Art beschriebene Cupressus atlantica, welche von manchen Autoren als Varietät der Mittelmeer-Zypresse gesehen wird, entwickelten. Die Mittelmeer-Zypresse weist eine große intraspezifische Variation auf. Es wurden von ihr Sorten gezüchtet, die gegen den Erreger des Zypressenkrebses resistent sind.

### Varietäten
Die Mittelmeer-Zypresse wird in folgende Varietäten unterteilt:
- Cupressus sempervirens var. atlantica (Gaussen) Silba kommt im zentralen Teil des marokkanischen Atlasgebirges vor. Sie wurde von Henri Marcel Gaussen als eigenständige Art Atlas-Zypresse (Cupressus atlantica Gaussen) beschrieben.
- Cupressus sempervirens var. horizontalis (Mill.) G.Don besitzt waagerecht abstehende Äste.
- Cupressus sempervirens f. numidica Trabut stellt eine Reliktform dar, die in einem natürlichen Wald nahe Maktar in Tunesien vorkommt.
- Cupressus sempervirens var. stricta Aiton (Syn. Cupressus sempervirens var. pyramidalis Nyman, Cupressus sempervirens var. fastigiata): Sie wächst säulenförmig und kommt nur in künstlich angelegten Beständen in der Toskana und der Provence vor.

## Krankheiten und Schädlinge
Als besonders gefährlicher Schadpilz gilt Seiridium cardinale, der Erreger des Zypressenkrebses. Er dringt über Verletzungen des Baumes ein und führt zu Ausfällen, die in einigen Teilen des Mittelmeerraumes bis zu 50 % des Bestandes betragen. An weiteren Schadpilzen werden Phomopsis occulta, Diplodia pinea, Kabatina thujae und der Gemeine Hallimasch (Armillaria mellea) genannt. Als gefährliches Schadinsekt hat sich die Baumlaus Cinara cupressi erwiesen, die in der Lage ist, ganze Kronen zu entlauben. An weiteren Schadinsekten werden Arten aus den Familien der Borkenkäfer, der Prachtkäfer und der Bockkäfer genannt.
Die Mittelmeer-Zypresse ist dürrehart, reagiert aber empfindlich auf extreme Winterkälte und Spätfröste. Fröste können Abgänge und Stammrisse hervorrufen. Sie gilt als tolerant gegenüber Luftverschmutzung.

## Nutzung
Bereits in der Antike wurde das Holz der Mittelmeer-Zypresse auch wegen seiner Dauerhaftigkeit geschätzt. Unter anderem wurden daraus Schiffe, Götterstatuen, Tempeltüren und Sarkophage gefertigt. Es war jahrhundertelang ein wichtiges Rohmaterial für die zivilisatorische Entwicklung. Da allerdings die natürlichen Bestände recht gering waren, wurde bereits früh damit begonnen, diese Art zu kultivieren.
Wegen ihres schönen Wuchses wird sie als Ziergehölz in Gärten und Parks angepflanzt. Sie ist der charakteristische Alleebaum der mediterranen Landschaften, insbesondere der Toskana. Bereits die Römer pflanzten die Mittelmeer-Zypresse als Windschutz.

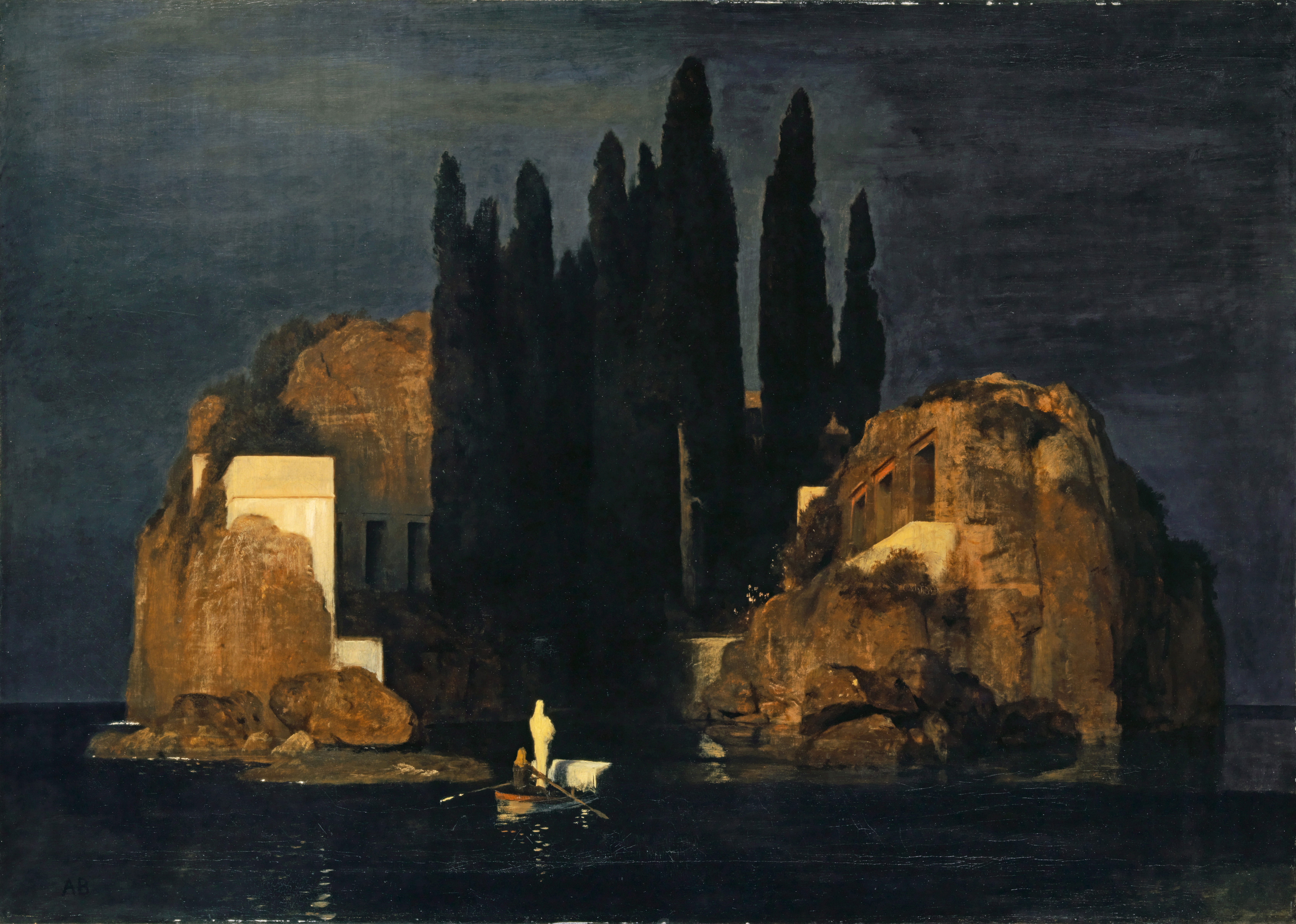
Arnold Böcklin: Die Toteninsel, Urversion 1880, Basel

### Symbolik
Die immergrüne Erscheinung und ihr langes Leben machte die Säulenzypresse im mediterranen Raum zum Symbol der Trauer, der Hoffnung, der Andacht und der Ewigkeit und wird daher oft an Kirchen, Kapellen und Friedhöfen gepflanzt. In dieser Symbolik erscheint sie gelegentlich in der Kunst, beispielsweise auf den fünf Fassungen des Gemäldes Die Toteninsel von Arnold Böcklin. Die Symbolik der Trauer wird nur auf die säulenartige, gegen den Himmel strebende Wuchsform bezogen.
In der klassischen persischen Literatur ist die „freie Zypresse“ (sarv-e āzād) ein Symbol für hochgewachsene Menschen, besonders für den König und die oder den Geliebten. Schöne Menschen werden gerne als „wandelnde Zypresse“ (sarv-e kharamān) bezeichnet.

## Trivialnamen
Für die Mittelmeer-Zypresse (lateinisch früher auch nur als cypressus bezeichnet) bestehen bzw. bestanden auch die weiteren deutschsprachigen Trivialnamen: Ciperbom (mittelniederdeutsch), Cipirboum (mittelhochdeutsch), Cippressebaum (mittelhochdeutsch), Cipres, Cypres, Cypresse (mittelhochdeutsch, mittelniederdeutsch), Cypressenapfel (mittelhochdeutsch), Cypressenbaum (mittelhochdeutsch), Cypressienbom (mittelhochdeutsch), Cypressienholz (mittelhochdeutsch), Zipres, Zypres und Zipperbom (mittelniederdeutsch).

### Einzelbelege
1. ↑  
Cupressus sempervirens bei Tropicos.org. In: IPCN Chromosome Reports. Missouri Botanical Garden, St. Louis
2. ↑  Andrew Duncan, Gwen Rigby: Der Hobbytischler – Technik der Holzverarbeitung, Deutsche Ausgabe in Zusammenarbeit mit der Meisterschule Ebern für das Schreinerhandwerk, Orbis Verlag, München 1984, ISBN 3-572-00763-1, S. 194.
3. ↑  
Eckhard von Raab-Straube (2014+): Gymnospermae. Datenblatt Cupressus sempervirens In: Euro+Med Plantbase - the information resource for Euro-Mediterranean plant diversity.
4. ↑  Vgl. etwa Wouter S. van den Berg (Hrsg.): Eene Middelnederlandsche vertaling van het Antidotarium Nicolaï (Ms. 15624–15641, Kon. Bibl. te Brussel) met den latijnschen tekst der eerste gedrukte uitgave van het Antidotarium Nicolaï. Hrsg. von Sophie J. van den Berg, N. V. Boekhandel en Drukkerij E. J. Brill, Leiden 1917, S. 207.
5. ↑  Vgl. auch Otto Beßler: Prinzipien der Drogenkunde im Mittelalter. Aussage und Inhalt des Circa instans und Mainzer Gart. Mathematisch-naturwissenschaftliche Habilitationsschrift, Halle an der Saale 1959, S. 172 („Cipressus – cypressen – […] de cypresso – Cypressus“ = Cupressus sempervirens L.)
6. ↑  
Georg August Pritzel, Carl Jessen: Die deutschen Volksnamen der Pflanzen. Neuer Beitrag zum deutschen Sprachschatze. Philipp Cohen, Hannover 1882, S. 121 (eingescannt).